# ناصح‌الدین ارجانی
ابوبکر، احمد بن محمد اَرجانی شهرت‌یافته به قاضی ناصح‌الدین أرجانی (۱۰۶۸ - ۱۱۳۴م) قاضی و شاعر عربی ایرانی بود.